# Біна Вест Міллер
Сабіна («Біна») М. Вест Міллер (1867 , Сент-Клер, Мічиган  — 1954 ) — американська підприємиця й суфражистка, лідерка організації Дами з Маккавеїв (англ. Ladies of the Maccabees), що просувала послуги страхування життя для жінок.

## Життєпис
Сабіна М. Вест народилася в 1867 році в місті Колумбус, округ Сент-Клер, штат Мічиган у США. Почавши свою кар'єру вчителькою в середній школі Капак, Міллер стала членкинею Залу лицарів Маккавеїв. Вона почала надавати жінкам страхування життя, співпрацюючи з цією організацією, і допомогла заснувати Асоціацію жіночої допомоги Маккавеїв. Сабіна Міллер також заснувала одну з перших організацій, яка запропонувала жінкам страхування життя за 500 доларів США в позику. Вона активно просувала групу, і за 10 років кількість членкинь зросла до 100 000 жінок. Компанія, яку вона заснувала, сьогодні є Товариством страхування життя жінок, яке розташоване в Порт-Гуроні, штат Мічиган (США). Міллер також виступала захисницею виборчого права жінок, проводячи лекційні тури містами США та по всьому світу. Віддана республіканка, вона виголосила одну з промов, висуваючи Герберта Гувера кандидатом на пост віцепрезидента США на Національному з'їзді Республіканської партії. Детройт фрі прес назвала Міллер однією з найкращих жінок-підприємиць у Мічигані, а Ассошіейтед Прес назвала її «однією з п'яти найкращих жінок Америки».